# Bloomberg Businessweek
Bloomberg Businessweek là một tạp chí kinh doanh hàng tuần của Hoa Kỳ được xuất bản bởi Bloomberg L.P. Businessweek được thành lập vào năm 1929 với mục tiêu cung cấp thông tin và giải thích về những gì đang xảy ra trong thế giới kinh doanh. Trụ sở chính tại thành phố New York.  Megan Murphy được bổ nhiệm làm biên tập viên của tạp chí vào tháng 11 năm 201. Bloomberg và Forbes điều xếp hạng các tỷ phú thế giới.

## Lịch sử
Businessweek được xuất bản lần đầu tiên vào tháng 9 năm 1929, vài tuần trước sự sụp đổ thị trường chứng khoán năm 1929. Tạp chí cung cấp thông tin và ý kiến về những gì đang xảy ra trong thế giới kinh doanh vào thời điểm đó. Các phần đầu của tạp chí bao gồm tiếp thị, lao động, tài chính, quản lý và Washington Outlook, khiến Businessweek trở thành một trong những ấn phẩm đầu tiên đưa ra các vấn đề chính trị quốc gia ảnh hưởng trực tiếp đến thế giới kinh doanh.

## Xếp hạng trường kinh doanh
Từ năm 1988, Businessweek đã công bố bảng xếp hạng hàng năm về các chương trình MBA của các trường kinh doanh ở Hoa Kỳ. Năm 2006, nó cũng bắt đầu xuất bản bảng xếp hạng hàng năm của chương trình kinh doanh đại học.

## Vinh dự và giải thưởng
Năm 2011, Adweek  vinh danh Bloomberg Businessweek là tạp chí kinh doanh hàng đầu trong nước.

## Lịch sử tên gọi
- The Business Week (tên gọi khi sáng lập)
- Business Week and later BusinessWeek (tên gọi sau khi bị McGraw-Hill sở hữu)
- Bloomberg BusinessWeek (tên sau khi bị Bloomberg sở hữu)
- Bloomberg Businessweek (tên hiện tại, từ năm 2010)